# Tulasnella fuscoviolacea
Tulasnella fuscoviolacea är en svampart som beskrevs av Bres. 1900. Tulasnella fuscoviolacea ingår i släktet Tulasnella och familjen Tulasnellaceae.  Arten är reproducerande i Sverige. Inga underarter finns listade i Catalogue of Life.